# Montignac (Altos Pirenéus)
Montignac é uma comuna francesa na região administrativa de Occitânia, no departamento dos Altos Pirenéus. Estende-se por uma área de 1,07 km². Em 2010 a comuna tinha 144 habitantes (densidade: 134,6 hab./km²).